# Açude Riacho do Sangue
Açude Riacho do Sangue ou Boqueirão é um açude brasileiro no estado do Ceará.
Está construído sobre o leito do Riacho do Sangue no município de Solonópole.
A barragem do açude tem 308m de comprimento por 86,5m de largura (na base) largura de base e 6,0m no coroamento por uma altura de 21m. Seu volume d'água é de 61.464.100 m³.
O orçamento previsto para sua construção, na época da aprovação foi de 697.208997 (seiscentos e noventa e sete contos, e duzentos e oito mil novecentos e noventa e sete réis).
O açude teve seu início em 11 de outubro de 1915 e seu término em 30 de janeiro de 1918. Sua inauguração aconteceu no dia 9 de março de 1918, quando o açude foi inteiramente entregue a administração da Inspetoria de Obras Contra a Seca, futura DNOCS. Presente ao ato de inauguração, além das autoridades constituídas e envolvidas na obra, estavam o coronel Semeão Correia Pinheiro Machado (representando o Presidente do Estado), coronel José Cavalcante Pinheiro, coronel Bernardo Bezerra, José Climério Pinheiro de Andrade, capitão Antonio Henrique de Almeida entre outras importantes personalidades do município, que assinaram atas de inauguração e transferência.